# Lisiec (Basse-Silésie)
Pour les articles homonymes, voir Lisiec.
Lisiec est une localité polonaise de la gmina et du powiat de Lubin en voïvodie de Basse-Silésie.